# Lorraine Cortés-Vázquez
Lorraine A. Cortés-Vázquez (* 18. Oktober 1950) ist eine US-amerikanische Politikerin (Demokratische Partei). Sie war von 2007 bis 2010 Secretary of State von New York.

## Werdegang
Über die Jugendjahre von Lorraine A. Cortés-Vázquez ist nichts bekannt. Sie machte ihren Bachelor am Hunter College in New York City und ihren Master an der Robert F. Wagner Graduate School of Public Service der New York University. Danach ging sie an die Columbia University’s School of Non-Profit Management sowie die John F. Kennedy School of Government der Harvard University in Cambridge (Massachusetts).
Cortés-Vázquez bekleidete den Posten als Executive Vice President für Multicultural Markets and Engagement der American Association of Retired Persons (AARP). Von 1996 bis 2003 arbeitete sie im gemeinnützigen Sektor. In diesem Zusammenhang war sie während dieser Zeit auch als Präsident der Hispanic Federation in New York City tätig. Von 2003 bis 2007 war sie Executive Director der ASPIRA und Corporate Vice President bei Cablevision Systems in New York.
Sie war unter den Gouverneuren Eliot Spitzer und David Paterson tätig. Als früherer Vice President für Government and Public Affairs bei Cablevision war sie Stabschef des früheren Abgeordneten von New York Roberto Ramirez. Von 2001 bis 2007 saß sie im New York State Board of Regents.
Als Secretary of State von New York war sie offiziell für die Annahme des Rücktritts von Spitzer am 17. März 2008 von seinem Amt als Gouverneur von New York verantwortlich, der wegen eines Sexskandals geschah. Sie nahm auch den Rücktritt von US-Senatorin Hillary Clinton entgegen, welche dann die Stellung als Außenministerin unter Präsident Barack Obama in seinem neu geformten Kabinett antrat.
Cortés-Vázquez ist puerto-ricanischer und dominikanischer Abstammung. Sie ist die zweite Person puerto-ricanischer Abstammung, die den Posten als Secretary of State in den Vereinigten Staaten bekleidete. Die andere Person ist Pedro Cortés aus Pennsylvania.